# Рајко Јовановић
Рајко Јовановић (Ниш, 19. мај 1898 — Мали Јастребац, 22. јун 1942) био је правник, публициста, политичар и учесник Народноослободилачке борбе.

## Биографија
Рођен је 19. маја 1898. године у Нишу. Гимназију је завршио у Београду, а Правни факултет у Поатјеу (Француска), маја 1919. године. Током студија, постао је члан Социјалдемократске партије Француске. По повратку у Краљевину СХС, постао је члан Социјалистичке радничке партије Југославије (комуниста) и секретар рејонског комитета на Чукарици. Учествовао је на Вуковарском конгресу КПЈ 1920. године, где се прикључио комунистичкој фракцији.
Након Обзнане 1921. године и забране рада Комунистичке партије Југославије, учествовао је у формирању илегалних организација КПЈ. Током фракционашких борби, прикључио се групи око Трише Кацлеровића и Моше Пијаде, која је иступала као опозиција Сими Марковићу и тадашњем руководству партије. Заступао је коминтерновску линију и био један од главних партијских идеолога, али без угледа у радничким редовима. Стално је истицао опасност од утицаја српске социјалдемократије и потребу борбе против српског империјализма.
Истакао се као адвокат комуниста ухапшених 1921. године, као и у процесу против Моше Пијаде 1925. године. Учествовао је у стварању Независне радничке партије Југославије 1923, а јула исте године постао је њен обласни скеретар за Србију.
Био је на Првој и Другој земаљској конференцији КПЈ у Бечу 1922. и 1923, Трећој земаљској конфернецији у Београду 1924. и на Трећем конгресу КПЈ у Бечу 1926. године. Више година био је члан Централног комитета КПЈ, а од 1926. и члан Политбироа ЦК КПЈ. Постављен је 1924. на чело Централне синдикалне комисије. Био је члан и секретар Централног комитета Савеза комунистичке омладине Југославије. На саветовању у Моксви 1928. године, био је смењен са свих функција као фракционаш.
Био је сарадник и уредник више комунистичких листова, од којих су неки „Радничке новине“ (1920-1921), „Слободна реч“ (1921-1922), „Радник“ (1922-1924), „Оковани радник“ (1924), „Наши дани“ (1924), „Истина“ (1925), „Раднички глас“ (1925), „Радничка борба“ (1933) и остали.
Био је ухапшен августа 1929. године и изведен пред Државни суд за заштиту државе. Ускоро је био ослобођен услед недостатка доказа. О својим затворским искуствима објавио је у Загребу 1929. године брошуру „Главњача као систем“ са предговором Мирослава Крлеже.
По одлуци ЦК КПЈ, емигрирао је у Беч 1932, потом у Совјетски Савез, где је боравио једно време на Кавказу. Потом се вратио у Москву и био активан у раду Црвене синдикалне интернационале. У време погоршаних односа КПЈ са Коминтерном, отишао је 1937. у Париз. По повратку у Југославију 1939, био је ухапшен на граници. Спроведен је у логор за комунисте код Билеће, а пуштен крајем 1940, по затварању логора.
Учесник је Народноослободилачке борбе од 1941. године. Био је политички комесар Јабланичко-пасјачког партизанског одреда, све до своје погибије 22. јуна 1942. године.